# 新哲学者
新哲学者または新哲学派 (フランス語: nouveaux philosophes、ヌーヴォー・フィロゾ〔ー〕フ)は、フランスの哲学者のある特定の世代を指して言う語で、この範疇に含められる哲学者たちは、1970年代初期にマルクス主義と決別した。新哲学者に含まれる哲学者にはアンドレ・グリュックスマン、アラン・フィンケルクロート、パスカル・ブリュックネール、ベルナール＝アンリ・レヴィ、ジャン＝マリー・ブノワ、 クリスチャン・ジャンベ、ギィ・ラルドロー、ジャン＝ポール・ドレ、リュック・フェリー、アラン・ルノーなどがいる。彼らはフリードリヒ・ニーチェやマルティン・ハイデッガーの哲学と同様にジャン＝ポール・サルトルやポスト構造主義を批判した。

## 端緒
この言葉はベルナール＝アンリ・レヴィが1976年に作った。この範疇に彼含めた哲学者の大部分はマオイストとしての前史を持っているが、のちにマルクス主義を否定するに至った。アレクサンドル・ソルジェニーツィンの「収容所群島」は多くのこういった元左派の哲学者に強い影響を与えた。

## 基本的な特徴
新哲学者は彼らが左派の力への信仰だとみなしたもの、つまり少なくともヘーゲルやマルクスにまで彼らが由来を遡るような伝統を拒絶した。彼らは、様々な「巨匠的思想家」が抑圧のシステムの基盤を作り出したと主張した。特に最近ではパスカル・ブリュックネールが多文化主義を標的にしている。

## 異種性
彼らは否定的な性質(つまり独裁的権力の否定)を持つと定義されているので、新哲学者達は互いに非常に異なっている。1978年にマイケル・ライアンが新哲学者は名前の上でのみ存在すると主張した。つまり、彼らの「異種性は彼らが異種性を支持していることに由来する」というのである。新哲学者は一緒に含まれているというより一緒であるが含まれていない十人ほどの知識人の極端に異種的な集団に対する商標名だと表現されてきた。新哲学者はいずれのはっきり定義された政治的活動や勢力の代表としても用をなさなかった"。

## 批判・評価
新哲学者は浅薄だとか空論だとかいった批判を受けた。彼らを批判した人物としては、ジル・ドゥルーズ(新哲学者を「TVの道化師」と呼んだ)、ピエール・ヴィダル＝ナケ、アラン・バディウ、ジャン＝フランソワ・リオタール、コルネリュウス・カストリアディス、ピエール・ブルデューがいる。
その一方で、ミシェル・フーコーは、グリュックスマンらを称賛した。